# Lotność (gaz)
Lotność, aktywność ciśnieniowa, fugatywność – termodynamicznie efektywne ciśnienie (lub ciśnienie cząstkowe) gazu. Gaz rzeczywisty wykazuje ciśnienie inne niż wynikające z praw gazu doskonałego (dla którego lotność jest równa ciśnieniu). Stosunek lotności i ciśnienia to współczynnik lotności (współczynnik aktywności ciśnieniowej), który może być zarówno większy, jak i mniejszy od jedności:
{\displaystyle f=\phi p,}
gdzie:
{\displaystyle f} – lotność (aktywność ciśnieniowa),
{\displaystyle \phi } – współczynnik lotności; dla gazu doskonałego {\displaystyle \phi =1,}
{\displaystyle p} – ciśnienie.
Lotność jest definiowana poprzez potencjał chemiczny {\displaystyle \mu {:}}
{\displaystyle \mu =\mu ^{o}+RT\ln \left({\frac {f}{p^{o}}}\right),}
gdzie:
{\displaystyle \mu ^{\circ }} – standardowy potencjał chemiczny,
{\displaystyle p^{\circ }} – ciśnienie standardowe,
{\displaystyle R} – uniwersalna stała gazowa,
{\displaystyle T} – temperatura.
Doświadczalne wyznaczenie lotności {\displaystyle f} odpowiadającej ciśnieniu {\displaystyle p_{x}} polega na obliczeniu współczynnika lotności {\displaystyle \phi } z poniższej zależności całkowej, na podstawie danych eksperymentalnych – po pomnożeniu przez ciśnienie {\displaystyle p_{x}} otrzymamy lotność {\displaystyle f{:}}
{\displaystyle \ln \phi =\int \limits _{0}^{p_{x}}{\frac {Z-1}{p}}dp,}
gdzie {\displaystyle Z={\frac {pV_{m}}{RT}}} – uprzednio zmierzony współczynnik ściśliwości gazu.
Jak łatwo zauważyć, dla gazu doskonałego {\displaystyle (Z=1)} dostaniemy zawsze {\displaystyle \ln \phi =0,} skąd {\displaystyle \phi =1} oraz {\displaystyle f=p.}
Jeżeli znana jest postać algebraiczna zależności {\displaystyle Z(p),} na przykład współczynniki wirialnego równania stanu gazu {\displaystyle B',C',D'\dots ,} wówczas po scałkowaniu otrzymamy prostą zależność algebraiczną:
{\displaystyle \ln \phi =B'p+{\tfrac {1}{2}}C'p^{2}+{\tfrac {1}{3}}D'p^{3}+\dots }
Analizując wartość współczynnika lotności, można określić charakter odchyleń od doskonałości dla danego gazu:
- {\displaystyle \phi <1} – przeważają siły międzycząsteczkowego przyciągania,
- {\displaystyle \phi =1} – gaz zachowuje się podobnie do gazu doskonałego,
- {\displaystyle \phi >1} – przeważa międzycząsteczkowe odpychanie.

Aby móc prawidłowo analizować równowagi chemiczne przy wysokich ciśnieniach oraz gęstościach (warunki interesujące w zastosowaniach technologicznych), należałoby w miejsce ciśnień składników gazowych używać ich lotności.